# Baltimore-Washington International Airport

i7
i11
i13
Der Baltimore/Washington International Thurgood Marshall Airport (IATA-Code: BWI, ICAO-Code: KBWI) ist der internationale Flughafen der US-amerikanischen Stadt Baltimore.  Er wurde 1950 als Friendship International Airport im Anne Arundel County in Maryland in der Nähe des Ortes Glen Burnie eröffnet. Im Jahr 2005 erfolgte, in Gedenken an den verstorbenen Richter am Obersten Gerichtshof der Vereinigten Staaten Thurgood Marshall, seine Umbenennung.
Der Baltimore-Washington International Airport wird vor allem von Billigfluggesellschaften genutzt und dient diesen auch als Alternative zu den beiden Washingtoner Flughäfen Dulles International und Reagan National.

## Lage und Verkehrsanbindung
Der Flughafen befindet sich 13 Kilometer südlich von Baltimore und 44 Kilometer nordöstlich von Washington, D.C. Das Hauptterminal liegt am südlichen Ende der Interstate 195. Einige Kilometer nördlich des Flughafens kreuzt die I-195 die Interstate 95, die Baltimore mit Washington, D.C. verbindet. Das Terminal der Allgemeinen Luftfahrt liegt am nordöstlichen Ende des Flughafens an der Maryland State Route 162.
Der Flughafen ist per Bus und Eisenbahn in den Öffentlichen Personennahverkehr eingebunden. Insgesamt bedienen vier verschiedene Busunternehmen und drei verschiedene Eisenbahngesellschaften den Flughafen. Die Linie der Baltimore Light Rail endet im Untergeschoss des Passagierterminals. Der Bahnhof am Northeast Corridor befindet sich zwei Kilometer nordwestlich des Passagierterminals. Dieser wird von Amtrak und dem Maryland Rail Commuter Service (MARC) angesteuert. Zwischen dem Terminal und dem Bahnhof verkehren Shuttles.

## Geschichte

### Vorgeschichte
Die Geschichte der Luftfahrt im US-Bundesstaat Maryland begann im Jahr 1906 mit der Inbetriebnahme des College Park Airport, dieser ist mittlerweile der älteste noch betriebene Flughafen in den Vereinigten Staaten. Er befindet sich 44 Kilometer südwestlich vom Stadtzentrum Baltimores. Im Jahr 1921 nahm mit dem  Logan Field der erste kommerzielle Flughafen in Maryland in Betrieb auf, dieser lag in Dundalk, einem Vorort von Baltimore. Im Jahr 1929 wurde Baltimore an das Luftpostnetz angeschlossen, im selben Jahr begann der Bau des Baltimore Municipal Airport. Ab 1930 führte Eastern Air Lines in Baltimore Passagierlinienflüge durch. Während des Zweiten Weltkriegs wurde Logan Field zum reinen Militärflugplatz umfunktioniert. Nach dem Zweiten Weltkrieg wurde der Flughafen nicht mehr als ziviler Flughafen wiedereröffnet, stattdessen wurde er vollständig durch den Baltimore Municipal Airport ersetzt.

### Bau des Großflughafens
Im Jahr 1946 nahm die Luftfahrtkommission von Baltimore die Planungen für einen neuen Flughafen auf. Dafür wurde ein Gebiet in der Nähe der Friendship Church gekauft, von dieser Kirche wurde der auch der anfängliche Name des Flughafens, Friendship International Airport, abgeleitet. Im folgenden Jahr begann der Bau. Am 24. Juni 1950 eröffnete der damalige US-Präsident Harry S. Truman den Flughafen, die ersten Linienflüge fanden erst einen Monat später statt.

### Ausbau
Im Jahr 1972 verkaufte die Stadt Baltimore den Flughafen für 36 Millionen US-Dollar an das Verkehrsministerium von Maryland (Maryland Department of Transportation). Seitdem wird der Flughafen von der Maryland Aviation Administration betrieben. Durch den Kauf des Flughafens wuchs die MAA von drei auf mehr als 200 Mitarbeiter. Im folgenden Jahr kündigte der Verkehrsminister von Maryland an, den Flughafen erweitern und modernisieren zu wollen. Zuerst erfolgte die Umbenennung in Baltimore/Washington International Airport. Im Jahr 1974 konnte die erste Phase der Erweiterung beendet werden. Diese kostete 30 Millionen USD und beinhaltete unter anderem den Umbau des Pistensystems, eine Verbesserung des Instrumentenlandesystems und den Bau von drei Frachtterminals. Die 70 Millionen USD teure Renovierung des Passagierterminals wurde fünf Jahre später abgeschlossen. Durch diese Maßnahme wurde die Grundfläche des Terminals verdoppelt und die Anzahl der Fluggastbrücken von 20 auf 27 gesteigert.
Im Jahr 1980 erhielt der Flughafen einen eigenen Bahnhof am Northeast Corridor. Damit wurde der BWI zum ersten Flughafen in den Vereinigten Staaten, der direkt an eine Fernbahnstrecke angebunden ist. Im Jahr 1983 bezog die FAA einen neuen Kontrollturm, damit ging auch eine erneute Verbesserung der Sicherheitsausstattung einher. Außerdem wählte Piedmont Airlines den Flughafen als Standort für ein Drehkreuz aus. Dafür wurden weitere 12 Fluggastbrücken errichtet. Aus Platzgründen wurde im selben Jahr für die Allgemeine Luftfahrt ein neues Terminal östlich des Passagierterminals gebaut, zusätzlich wurde zwischen den Terminals die Start- und Landebahn 15L/33R errichtet. Im Jahr 1984 erfolgte die Erweiterung des internationalen Bereichs des Passagierterminals, um den erhöhten Passagierzahlen auf internationalen Verbindungen gerechnet zu werden. Gleichzeitig nahm man Verbesserungen an den Rollbahnen vor.
Im Jahr 1986 wurde ein umfassender Entwicklungsplan angefertigt, der empfahl, den Flughafen erneut deutlich zu erweitern. In diesem Jahr verbesserte man auch die Beleuchtung der Start- und Landebahnen und der Rollwege. Ab dem folgenden Jahr wurde die Start- und Landebahn 10/28 wieder genutzt. Im Jahr 1988 wurde ein Pendlerterminal eröffnet und der Flugsteig der mittlerweile von US Airways übernommenen Piedmont Airlines erweitert. Außerdem nahm man die Nutzung der Bahn 15L/33R wieder auf. Ein Jahr später wurde die Start- und Landebahn auf die heutige Länge erweitert. Im August 1989 wurden erstmals mehr als eine Million Passagiere innerhalb eines Monats abgefertigt. Im Jahr 1990 erhielt der Flughafen mit der Interstate 195 eine direkte Anbindung an die Interstate 95.
Im Jahr 1991 wurde für 29 Millionen USD ein neues Parkhaus gegenüber dem Hauptterminal errichtet. Zwei Jahre später errichtete Southwest Airlines in Baltimore ihr erstes Drehkreuz an der US-Ostküste. Im Jahr 1994 wurde der für nationale Flüge genutzte Pier C für 27,6 Millionen USD um neue Fluggastbrücken erweitert. Um die Kapazitäten bei internationalen Flugverbindungen auszubauen, wurde im selben Jahr die Verlängerung der Start- und Landebahn 10/28 fertiggestellt. Außerdem begannen die Bauarbeiten an einem 140 Millionen USD teuren internationalen Terminal. Im Jahr 1995 stellte man die erste Enteisungsanlage fertig, diese konnte anfangs fünf Flugzeuge gleichzeitig enteisen. Des Weiteren stellte man eine Aussichtsterrasse fertig und erweiterte einen am südlichen Ende der Start – und Landebahn 15R/33L Aussichtspunkt.
Im Jahr 1996 wurden erneut neue Parkhäuser errichtet, im selben Jahr wurde eine zweite, rund 2,5 Millionen USD teure, Enteisungsanlage in Betrieb genommen, diese kann jedoch nur von kleineren Flugzeugen genutzt werden. Im Jahr 1997 stellte man das internationale Terminal fertig. Dieses wurde nach William Donald Schaefer, einem ehemaligen Gouverneur von Maryland, benannt. Durch das Terminal wurde der Flughafen an das Netz der Baltimore Light Rail angeschlossen und es wurde eine zusätzliche Feuerwache errichtet. Im nächsten Jahr richtete Southwest Airlines eine Pilotenbasis ein. Im Jahr 1999 stellte man eine dritte, rund 7,4 Millionen USD teure Enteisungsanlage fertig. Des Weiteren baute man ein weiteres Frachtterminal und begann mit der Renovierung der Piers A und B. Die Renovierung kostete rund 85,2 Millionen USD.

### Entwicklung nach 2000
Im Jahr 2001 installierte man in den Parkhäusern ein automatisches Leitsystem. Außerdem überschritt man im Juli 2001 erstmals die Zahl von 2 Millionen Passagieren innerhalb eines Monats. In diesem Jahr erfolgte auch der Spatenstich für den bisher größten Ausbau des  Flughafens. Für die fünf Jahre andauernden Arbeiten gab man 1,8 Milliarden USD aus. Durch das starke Wachstum in den 1990er Jahren war man bis 2001 zu einem der größten Arbeitgeber in Maryland aufgestiegen. Insgesamt waren 2001 rund 85.000 Personen am Flughafen beschäftigt, der Umsatz aller Unternehmen lag bei 6,5 Milliarden USD. Im Folgejahr wurde Pier A abgerissen und durch einen 3 Millionen USD teuren Neubau ersetzt.
Im Jahr 2003 verlegte man sämtliche Autovermietungen in ein zentrales Gebäude, das rund 134,8 Millionen USD kostete. Des Weiteren arbeitete man ab 2003 mit dem US-Verteidigungsministerium zusammen. Der Flughafen bot Personen, die für längere Zeit im Irakkrieg eingesetzt wurden, einen 15-tägigen Urlaub in Europa oder den Vereinigten Staaten mit kostenlosen Flügen an. Zwei Jahre später wurde die Anzahl der Fluggastbrücken durch Baumaßnahmen am Hauptterminal erneut deutlich erhöht. Der Fluggesellschaft Southwest Airlines wurden die meisten neuen Fluggastbrücken zugewiesen. Im selben Jahr wurde der Flughafen nach Thurgood Marshall, dem ersten afroamerikanischen Richter am Obersten Gerichtshof der Vereinigten Staaten, benannt. Seit dem 1. Oktober 2005 lautet die vollständige Bezeichnung des Flughafens Baltimore/Washington International Thurgood Marshall Airport.
Zu Beginn des Libanonkriegs im Jahr 2006 wurde der Flughafen als primäres Ziel für Evakuierungsflügen genutzt. Die amerikanischen Zivilisten wurden zuerst vom Libanon nach Zypern gebracht, von dort starteten dann Flüge in die Vereinigten Staaten. Im Jahr 2010 startete ein Programm zur Verbesserung der Energieeffizienz des Flughafens. Ein Jahr später wurden  in mehreren Parkhäusern auch Stromtankstellen eingerichtet. Im Jahr 2012 erfolgte die Installation von Photovoltaikanlagen auf dem Dach eines Parkhauses.

## Fluggesellschaften und Ziele

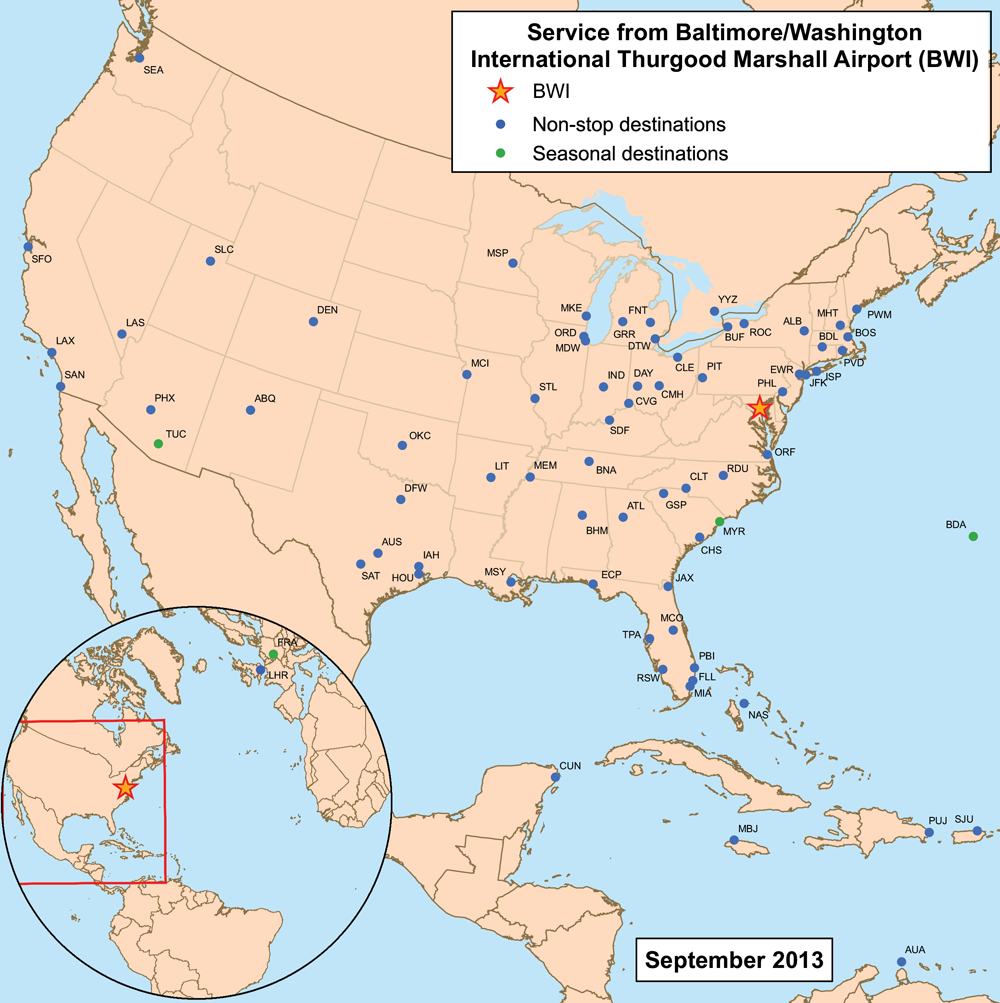
Flughäfen, die aus Baltimore angeflogen werden

Der Baltimore-Washington International Airport wird von 18 Fluggesellschaften genutzt. Im Jahr 2022 ging das Passagieraufkommen am Baltimore-Washington International Airport größtenteils auf die fünf Fluggesellschaften Southwest Airlines, Spirit Airlines, Delta Air Lines, American Airlines und United Airlines zurück. Southwest Airlines betreibt in Baltimore seit 1993 ein Drehkreuz und ist mit einem Anteil von rund 69 Prozent am Passagieraufkommen die mit Abstand größte Fluggesellschaft am Flughafen.
Vom Flughafen Baltimore werden hauptsächlich Ziele innerhalb der Vereinigten Staaten angeflogen. Deren Zahl lag im Juni 2022 bei 72. Insgesamt bietet der Flughafen 13 internationale Ziele an, jedoch werden einige dieser Ziele nur saisonal angeboten. Eines von drei Zielen in Europa ist London, das von British Airways angeflogen wird. Im Sommer 2012 kam Frankfurt hinzu, das allerdings nur während des Sommerflugplans von Condor bedient wird. Seit 2022 wird zusätzlich Keflavík von Icelandair angeflogen.

## Marktanteile der Fluggesellschaften
| Fluggesellschaft     | 2010    | 2022    | Bemerkung                                                |
| -------------------- | ------- | ------- | -------------------------------------------------------- |
| AirTran Airways      | 16,22 % | 0,00 %  | 2014 in Southwest integriert                             |
| Alaska Airlines      |         | 0,59 %  |                                                          |
| American Airlines    | 4,19 %  | 5,32 %  |                                                          |
| Continental Airlines | 2,73 %  | 0,00 %  | 2011 Fusion mit United Airlines                          |
| Delta Air Lines      | 9,44 %  | 7,12 %  |                                                          |
| Frontier Airlines    |         | 2,61 %  |                                                          |
| Southwest Airlines   | 53,53 % | 69,00 % |                                                          |
| Spirit Airlines      |         | 9,16 %  |                                                          |
| United Airlines      | 5,08 %  | 3,68 %  |                                                          |
| US Airways           | 6,02 %  | 0,00 %  | 2013 Fusion mit American Airlines, Marke 2015 aufgegeben |
| Sonstige             | 2,78 %  | 2,52 %  |                                                          |

## Verkehrszahlen
Der Baltimore-Washington International Airport lag im Jahr 2021 gemessen am Fluggastaufkommen auf Platz 22 der größten US-amerikanischen Flughäfen und auf Platz 56 weltweit. Beim Luftfrachtaufkommen einschließlich Luftpost lag der Flughafen national auf Platz 26 und weltweit auf Platz 90. Betrachtet man die Anzahl der Flugbewegungen, lag er im nationalen Vergleich auf Platz 36 und im weltweiten Vergleich auf Platz 59.
| Verkehrszahlen des Baltimore-Washington International Airport 1951–2022 | Verkehrszahlen des Baltimore-Washington International Airport 1951–2022 | Verkehrszahlen des Baltimore-Washington International Airport 1951–2022 | Verkehrszahlen des Baltimore-Washington International Airport 1951–2022 | Verkehrszahlen des Baltimore-Washington International Airport 1951–2022 | Verkehrszahlen des Baltimore-Washington International Airport 1951–2022 | Verkehrszahlen des Baltimore-Washington International Airport 1951–2022 | Verkehrszahlen des Baltimore-Washington International Airport 1951–2022 |
| Jahr                                                                    | Fluggastaufkommen                                                       | Fluggastaufkommen                                                       | Fluggastaufkommen                                                       | Fluggastaufkommen                                                       | Luftfracht (Tonnen)                                                     | Luftpost (Tonnen)                                                       | Flugbewegungen (mit Militär)                                            |
| Jahr                                                                    | National                                                                | International                                                           | Sonstige                                                                | Gesamt                                                                  | Luftfracht (Tonnen)                                                     | Luftpost (Tonnen)                                                       | Flugbewegungen (mit Militär)                                            |
| ----------------------------------------------------------------------- | ----------------------------------------------------------------------- | ----------------------------------------------------------------------- | ----------------------------------------------------------------------- | ----------------------------------------------------------------------- | ----------------------------------------------------------------------- | ----------------------------------------------------------------------- | ----------------------------------------------------------------------- |
| 2022                                                                    | -                                                                       | -                                                                       | -                                                                       | 22.804.744                                                              | 252.893                                                                 | 3.704                                                                   | 219.276                                                                 |
| 2021                                                                    | -                                                                       | -                                                                       | -                                                                       | 18.868.429                                                              | 276.471                                                                 | 4.178                                                                   | 200.821                                                                 |
| 2020                                                                    | -                                                                       | -                                                                       | -                                                                       | 11.204.511                                                              | 266.457                                                                 | 3.519                                                                   | 178.834                                                                 |
| 2019                                                                    | -                                                                       | -                                                                       | -                                                                       | 26.993.896                                                              | 222.801                                                                 | 4.151                                                                   | 262.597                                                                 |
| 2018                                                                    | -                                                                       | -                                                                       | -                                                                       | 27.149.618                                                              | 194.279                                                                 | 5.267                                                                   | 266.569                                                                 |
| 2017                                                                    | -                                                                       | -                                                                       | -                                                                       | 26.371.167                                                              | 162.586                                                                 | 5.287                                                                   | 261.707                                                                 |
| 2016                                                                    | 23.889.185                                                              | 1.233.466                                                               | 72.375                                                                  | 25.195.026                                                              | 113.698                                                                 | 4.376                                                                   | 248.585                                                                 |
| 2015                                                                    | 22.683.388                                                              | 1.140.144                                                               | 78.768                                                                  | 23.902.300                                                              | 111.115                                                                 | 5.579                                                                   | 246.464                                                                 |
| 2014                                                                    | 21.448.107                                                              | 864.569                                                                 | 52.692                                                                  | 22.365.368                                                              | 100.506                                                                 | 4.665                                                                   | 245.121                                                                 |
| 2013                                                                    | 21.654.879                                                              | 836.467                                                                 | 48.688                                                                  | 22.540.034                                                              | 104.192                                                                 | 4.804                                                                   | 259.793                                                                 |
| 2012                                                                    | 21.975.916                                                              | 703.971                                                                 | 54.187                                                                  | 22.734.074                                                              | 106.764                                                                 | 4.986                                                                   | 268.186                                                                 |
| 2011                                                                    | 21.808.464                                                              | 583.321                                                                 | 58.297                                                                  | 22.450.082                                                              | 102.668                                                                 | 5.091                                                                   | 276.133                                                                 |
| 2010                                                                    | 21.411.843                                                              | 524.618                                                                 | 65.585                                                                  | 22.001.946                                                              | 96.969                                                                  | 5.410                                                                   | 276.457                                                                 |
| 2009                                                                    | 20.503.786                                                              | 449.829                                                                 | 77.121                                                                  | 21.030.736                                                              | 94.229                                                                  | 6.152                                                                   | 268.005                                                                 |
| 2008                                                                    | 19.995.068                                                              | 493.813                                                                 | 504.838                                                                 | 20.993.719                                                              | 94.529                                                                  | 7.654                                                                   | 277.662                                                                 |
| 2007                                                                    | 20.419.305                                                              | 625.039                                                                 | 517.192                                                                 | 21.044.384                                                              | 108.951                                                                 | 6.470                                                                   | 296.872                                                                 |
| 2006                                                                    | -                                                                       | -                                                                       | -                                                                       | 20.698.967                                                              | 113.545                                                                 | 10.430                                                                  | 305.630                                                                 |
| 2005                                                                    | -                                                                       | -                                                                       | -                                                                       | 20.187.741                                                              | -                                                                       | -                                                                       | 313.187                                                                 |
| 2004                                                                    | -                                                                       | -                                                                       | -                                                                       | 20.818.133                                                              | -                                                                       | -                                                                       | 306.246                                                                 |
| 2003                                                                    | -                                                                       | -                                                                       | -                                                                       | 20.094.756                                                              | -                                                                       | -                                                                       | 299.469                                                                 |
| 2002                                                                    | -                                                                       | -                                                                       | -                                                                       | 19.012.529                                                              | -                                                                       | -                                                                       | 304.921                                                                 |
| 2001                                                                    | -                                                                       | -                                                                       | -                                                                       | 20.369.923                                                              | -                                                                       | -                                                                       | 324.065                                                                 |
| 2000                                                                    | -                                                                       | -                                                                       | -                                                                       | 19.602.856                                                              | -                                                                       | -                                                                       | 321.627                                                                 |
| 1999                                                                    | -                                                                       | -                                                                       | -                                                                       | 17.437.663                                                              | 184.218                                                                 | -                                                                       | 303.283                                                                 |
| 1998                                                                    | -                                                                       | -                                                                       | -                                                                       | 15.003.819                                                              | 190.823                                                                 | -                                                                       | 291.093                                                                 |
| 1997                                                                    | -                                                                       | -                                                                       | -                                                                       | 14.094.305                                                              | 160.616                                                                 | -                                                                       | 266.060                                                                 |
| 1996                                                                    | -                                                                       | -                                                                       | -                                                                       | 13.431.922                                                              | 125.486                                                                 | -                                                                       | 268.655                                                                 |
| 1995                                                                    | -                                                                       | -                                                                       | -                                                                       | 13.163.017                                                              | 105.426                                                                 | -                                                                       | 289.664                                                                 |
| 1994                                                                    | -                                                                       | -                                                                       | -                                                                       | 12.817.192                                                              | 105.264                                                                 | -                                                                       | 295.413                                                                 |
| 1993                                                                    | -                                                                       | -                                                                       | -                                                                       | 9.438.729                                                               | 103.043                                                                 | -                                                                       | 212.900                                                                 |
| 1992                                                                    | -                                                                       | -                                                                       | -                                                                       | 8.845.598                                                               | 108.327                                                                 | -                                                                       | 264.165                                                                 |
| 1991                                                                    | -                                                                       | -                                                                       | -                                                                       | 9.885.615                                                               | 111.276                                                                 | -                                                                       | 275.903                                                                 |
| 1990                                                                    | -                                                                       | -                                                                       | -                                                                       | 10.210.568                                                              | 115.821                                                                 | -                                                                       | 302.248                                                                 |
| 1989                                                                    | -                                                                       | -                                                                       | -                                                                       | 10.356.548                                                              | 110.025                                                                 | -                                                                       | 303.800                                                                 |
| 1988                                                                    | -                                                                       | -                                                                       | -                                                                       | 9.857.790                                                               | 108.295                                                                 | -                                                                       | 307.879                                                                 |
| 1987                                                                    | -                                                                       | -                                                                       | -                                                                       | 9.146.286                                                               | 114.634                                                                 | -                                                                       | 293.702                                                                 |
| 1986                                                                    | -                                                                       | -                                                                       | -                                                                       | 8.670.506                                                               | 108.561                                                                 | -                                                                       | 285.012                                                                 |
| 1985                                                                    | -                                                                       | -                                                                       | -                                                                       | 7.830.404                                                               | 90.064                                                                  | -                                                                       | 283.024                                                                 |
| 1984                                                                    | -                                                                       | -                                                                       | -                                                                       | 6.675.156                                                               | 89.851                                                                  | -                                                                       | 281.181                                                                 |
| 1983                                                                    | -                                                                       | -                                                                       | -                                                                       | 5.197.075                                                               | 83.117                                                                  | -                                                                       | 249.726                                                                 |
| 1982                                                                    | -                                                                       | -                                                                       | -                                                                       | 4.552.683                                                               | 59.156                                                                  | -                                                                       | 219.119                                                                 |
| 1981                                                                    | -                                                                       | -                                                                       | -                                                                       | 3.787.951                                                               | 64.220                                                                  | -                                                                       | 207.272                                                                 |
| 1980                                                                    | -                                                                       | -                                                                       | -                                                                       | 3.764.123                                                               | 49.659                                                                  | -                                                                       | 219.916                                                                 |
| 1979                                                                    | -                                                                       | -                                                                       | -                                                                       | 3.771.219                                                               | 61.151                                                                  | -                                                                       | 220.227                                                                 |
| 1978                                                                    | -                                                                       | -                                                                       | -                                                                       | 3.557.139                                                               | 67.421                                                                  | -                                                                       | 222.108                                                                 |
| 1977                                                                    | -                                                                       | -                                                                       | -                                                                       | 3.160.074                                                               | 59.369                                                                  | -                                                                       | 240.658                                                                 |
| 1976                                                                    | -                                                                       | -                                                                       | -                                                                       | 2.975.778                                                               | 43.900                                                                  | -                                                                       | 232.846                                                                 |
| 1975                                                                    | -                                                                       | -                                                                       | -                                                                       | 2.773.418                                                               | 37.458                                                                  | -                                                                       | 219.190                                                                 |
| 1974                                                                    | -                                                                       | -                                                                       | -                                                                       | 2.797.839                                                               | 37.173                                                                  | -                                                                       | 219.897                                                                 |
| 1973                                                                    | -                                                                       | -                                                                       | -                                                                       | 2.895.191                                                               | 44.394                                                                  | -                                                                       | 229.399                                                                 |
| 1972                                                                    | -                                                                       | -                                                                       | -                                                                       | 2.894.392                                                               | 46.646                                                                  | -                                                                       | 218.404                                                                 |
| 1971                                                                    | -                                                                       | -                                                                       | -                                                                       | 2.807.293                                                               | 39.375                                                                  | -                                                                       | 223.656                                                                 |
| 1970                                                                    | -                                                                       | -                                                                       | -                                                                       | 3.019.581                                                               | 42.062                                                                  | -                                                                       | 230.343                                                                 |
| 1969                                                                    | -                                                                       | -                                                                       | -                                                                       | 3.070.555                                                               | 37.968                                                                  | -                                                                       | 241.732                                                                 |
| 1968                                                                    | -                                                                       | -                                                                       | -                                                                       | 2.910.158                                                               | 36.301                                                                  | -                                                                       | 226.576                                                                 |
| 1967                                                                    | -                                                                       | -                                                                       | -                                                                       | 2.469.731                                                               | 28.375                                                                  | -                                                                       | 208.145                                                                 |
| 1966                                                                    | -                                                                       | -                                                                       | -                                                                       | 2.001.765                                                               | 25.437                                                                  | -                                                                       | 187.640                                                                 |
| 1965                                                                    | -                                                                       | -                                                                       | -                                                                       | 1.793.314                                                               | 17.649                                                                  | -                                                                       | 173.840                                                                 |
| 1964                                                                    | -                                                                       | -                                                                       | -                                                                       | 1.459.302                                                               | 11.554                                                                  | -                                                                       | 160.266                                                                 |
| 1963                                                                    | -                                                                       | -                                                                       | -                                                                       | 1.146.677                                                               | 9.441                                                                   | -                                                                       | 160.401                                                                 |
| 1962                                                                    | -                                                                       | -                                                                       | -                                                                       | 1.436.361                                                               | 13.172                                                                  | -                                                                       | 159.612                                                                 |
| 1961                                                                    | -                                                                       | -                                                                       | -                                                                       | 1.136.001                                                               | 8.387                                                                   | -                                                                       | 167.351                                                                 |
| 1960                                                                    | -                                                                       | -                                                                       | -                                                                       | 746.690                                                                 | 5.852                                                                   | -                                                                       | 188.447                                                                 |
| 1959                                                                    | -                                                                       | -                                                                       | -                                                                       | 540.683                                                                 | 4.366                                                                   | -                                                                       | 175.123                                                                 |
| 1958                                                                    | -                                                                       | -                                                                       | -                                                                       | 388.282                                                                 | 3.541                                                                   | -                                                                       | 160.560                                                                 |
| 1957                                                                    | -                                                                       | -                                                                       | -                                                                       | 400.097                                                                 | 5.525                                                                   | -                                                                       | 189.924                                                                 |
| 1956                                                                    | -                                                                       | -                                                                       | -                                                                       | 343.855                                                                 | 4.025                                                                   | -                                                                       | 164.165                                                                 |
| 1955                                                                    | -                                                                       | -                                                                       | -                                                                       | 327.601                                                                 | 3.095                                                                   | -                                                                       | 132.280                                                                 |
| 1954                                                                    | -                                                                       | -                                                                       | -                                                                       | 305.542                                                                 | 2.127                                                                   | -                                                                       | 115.446                                                                 |
| 1953                                                                    | -                                                                       | -                                                                       | -                                                                       | 280.849                                                                 | 2.039                                                                   | -                                                                       | 121.104                                                                 |
| 1952                                                                    | -                                                                       | -                                                                       | -                                                                       | 234.597                                                                 | 1.864                                                                   | -                                                                       | 98.304                                                                  |
| 1951                                                                    | -                                                                       | -                                                                       | -                                                                       | 211.236                                                                 | 1.484                                                                   | -                                                                       | 69.954                                                                  |
| 1. 2. 3.                                                                |                                                                         |                                                                         |                                                                         |                                                                         |                                                                         |                                                                         |                                                                         |

### Vergleich
| BWI      | -   | 2022 | 22.804.744 | +3,6 %     | 256.597 | +150,6 % | 219.276 | –18,2 % |
| BWI      | -   | 2010 | 22.001.946 | 22.001.946 | 102.378 | 102.378  | 268.005 | 268.005 |
| DCA      | 49  | 2022 | 23.961.442 | +32,2 %    | 1.689   | –74,3 %  | 293.674 | +8,3 %  |
| DCA      | 49  | 2010 | 18.118.713 | 18.118.713 | 6.580   | 6.580    | 271.097 | 271.097 |
| IAD      | 73  | 2022 | 21.376.896 | –9,4 %     | 226.096 | –32,0 %  | 232.972 | –30,8 % |
| IAD      | 73  | 2010 | 23.597.226 | 23.597.226 | 332.275 | 332.275  | 336.531 | 336.531 |
| PHL      | 145 | 2022 | 25.242.133 | –18,0 %    | 567.227 | +35,1 %  | 284.141 | –38,3 % |
| PHL      | 145 | 2010 | 30.775.961 | 30.775.961 | 419.789 | 419.789  | 460.779 | 460.779 |
| Quellen: |     |      |            |            |         |          |         |         |

### Verkehrsreichste Strecken
| Rang | Stadt                     | Passagiere | Fluggesellschaften                    |
| ---- | ------------------------- | ---------- | ------------------------------------- |
| 01   | Atlanta, Georgia          | 731.930    | Delta, Frontier, Southwest, Spirit    |
| 02   | Orlando, Florida          | 700.900    | Frontier, Southwest, Spirit           |
| 03   | Fort Lauderdale, Florida  | 488.930    | Southwest, Spirit                     |
| 04   | Denver, Colorado          | 361.720    | Frontier, Southwest, United           |
| 05   | Charlotte, North Carolina | 357.090    | American, Southwest                   |
| 06   | Tampa, Florida            | 338.350    | Southwest, Spirit                     |
| 07   | Miami, Florida            | 326.530    | American, Frontier, Southwest, Spirit |
| 08   | Boston, Massachusetts     | 295.010    | Southwest, Spirit                     |
| 09   | Chicago–O’Hare, Illinois  | 293.390    | American, Southwest, United           |
| 10   | Las Vegas, Nevada         | 255.450    | Southwest, Spirit, United             |

## Zwischenfälle
- Am 22. Februar 1974 starben am Flughafen Baltimore drei Personen während einer versuchten Flugzeugentführung. Am  Morgen des Tages betrat der mit Schusswaffen ausgerüstete Samuel Byck das Passagierterminal. Er verfolgte das Ziel, ein Flugzeug zu entführen, um es ins Weiße Haus zu steuern und den damaligen US-Präsident Richard Nixon zu töten. Zuerst erschoss er noch im Terminal einen Polizisten. Anschließend stürmte er eine Douglas DC-9 der Delta Air Lines, die sich gerade auf den Delta-Air-Lines-Flug 523 nach Atlanta vorbereitete. Als die Piloten der Maschine ihm sagten, dass sie nicht abheben könnten, solange die Räder noch blockiert seien, schoss er auf beide, griff sich einen der Passagiere und verlangte von ihr, dass sie fliegt. Nur einer der Piloten überlebte seine Verletzungen. Schließlich wurde Byck von zwei Kugeln getroffen, die von einem Polizisten durch die Scheibe der Flugzeugtür auf ihn abgegeben wurden. Bevor die Polizei in das Flugzeug gelangen konnte, tötete Byck sich selbst durch einen Schuss in den Kopf.[17]